# Ilian Iliev
Ilian Dimov Iliev (bolgár nyelven: Илиан Димов Илиев) (Várna, 1968. július 2. –) bolgár válogatott labdarúgó, edző. Fia, Ilian Iliev szintén labdarúgó és az Académica de Coimbra csapatában szerepel.

## Pályafutása
Karrierje során szerepelt a LCserno More Varna, a Levszki Szofija, az Altay, az SL Benfica, a Szlavija Szofija, a Bursaspor, az AÉK Athína, a CS Marítimo és az SC Salgueiros együtteseiben.
1996 és 2005 között volt a bolgár labdarúgó-válogatott tagja 34 mérkőzésen. A válogatott tagjaként részt vett az 1998-as világbajnokságon.
A Cserno More, a Beroe Sztara Zagora, a Levszki Szofija, az Interclube, a Lokomotiv Plovdiv és a Vereja együttesének volt edzője.

## Sikerei, díjai

### Játékosként
- Levszki Szofija
  - Bolgár bajnok: 1992–93, 1993–94, 1994–95
  - Bolgár kupa: 1998, 2000, 2002, 2003
- SL Benfica
  - Portugál kupa: 1995–96

### Edzőként
- Beroe Sztara Zagora
  - Bolgár kupa: 2010